# モンスタートラックマッドネス2
『モンスタートラックマッドネス2』（Monster Truck Madness 2）は1998年6月5日に複数の会社から開発、マイクロソフトから発売されており前作の『モンスタートラックマッドネス』からの続編であるレースゲームである。

## 概要
DirectXの性能向上に従い画像表現も大幅に向上。レースの時間帯を夜に設定するとヘッドライトを頼りにしたレースもプレイが可能となっている。オンラインモードでは無線機（ボイスチャット）が使用可能になった。

### マルチプレイ
前作のDrugモードに代わってオンライン専用モードとしてSummit Rumbleが追加されている。 また、当時発表されたDirectInputのフォースフィードバック機能に対応している。通信対戦ではマイクで対戦相手と会話しながらのプレイも可能。
Microsoft Sidewinder ForceFeedBack ProやMicrosoft Sidewinder ForceFeedBack Wheelが車体の傾きに直接反応する機能が搭載している。
後にSidewinder ForceFeedBack Wheelにバンドルされた。

## ゲームシステム
前作『モンスタートラックマッドネス』と同じく大胆なショートカットも可能となっている。
コース外に行き過ぎた場合や転倒して復帰不可能の場合は、ボタンを押して救助を待ち復帰することが出来る。ただしこれも通常はヘリコプターだがステージによっては翼竜がモンスタートラックを吊り下げてコースまで戻してくれるなどいろいろなところにジョークが埋め込まれている。

### 物理エンジン
一方ではサーキット上に跳ね飛ばすことのできる物体が存在するなど現在で言う物理エンジンの考え方も導入されている。

## モンスタートラックマッドネス64
NINTENDO 64に移植されタイトルも『モンスタートラックマッドネス64』へと変更された。
開発は『グランド・セフト・オートシリーズ』や『レッド・デッドシリーズ』などのロックスター・ゲームスから開発された作品となっている。